# 竹本春子太夫
竹本 春子太夫（たけもと はるこたゆう）は、義太夫節の太夫（の名跡）。なお女義太夫ではない。

## 初代
後の3代目竹本大隅太夫。

## 2代目
（慶応3年2月9日（1867年3月14日） - 昭和3年（1928年）5月5日）本名は福井清吉。
大阪南船場の生まれ、父は素人義太夫出身。1885年に3代目竹本大隅太夫の門下で小大隅太夫。堀江座からその後近松座で活躍。1890年6月に2代目春子太夫を襲名。相三味線を勤めたのは豊澤新左衛門。悪声だったが春子節といわれた独自の節回しで人気を得る。
得意演目は「義経千本桜」のすし屋、「艶容女舞衣」酒屋の段、「妻八」の鰻谷など。

## 3代目
（明治42年（1909年）6月20日 - 昭和44年（1969年）4月26日）本名は坂本竹一。
兵庫県淡路島の生まれ、淡路の人形芝居出身。1926年から竹本広滝に師事、1927年に竹本三笠太夫に入門し竹本三木太夫を名乗り徳島の上村源之丞座や淡路市村六之丞座など地方で人気を得る。1940年に3代目豊竹呂太夫（のちの10代目豊竹若太夫）の門下で豊竹呂賀大夫と改名し翌年の1941年に正式に四ツ橋文楽座「野崎村」ツレで初舞台。1943年6月に松竹の白井松次郎から一字譲られ初代豊竹松太夫と改名。相三味線を勤めた4代目鶴澤清六の薫陶を受けた。1960年11月に3代目春子太夫を襲名。1963年1月に切り場語り。美声家として活躍した。春太夫の襲名が決まっていたが急逝したため、果たせなかった。